# Anthomyza dorsata
Anthomyza dorsata is een vliegensoort uit de familie van de Anthomyzidae. De wetenschappelijke naam van de soort is voor het eerst geldig gepubliceerd in 1944 door Collin.